# التنسيق الأمني الفلسطيني الإسرائيلي
التنسيق الأمني الفلسطيني–الإسرائيلي هو تعاون رسمي بين أجهزة الأمن التابعة للسلطة الوطنية الفلسطينية وبين قوات الأمن الإسرائيلية، نشأ بعد توقيع اتفاقيات أوسلو (1993–1995). يشمل التنسيق تبادل المعلومات الأمنية، ومنع تنفيذ العمليات المسلحة، وضبط التحركات العسكرية والأمنية في مناطق الضفة الغربية.

## الخلفية
تم النص على التنسيق الأمني لأول مرة في اتفاق غزة–أريحا عام 1994، ثم جرى تفصيله لاحقاً في اتفاق أوسلو الثاني عام 1995، والذي قسّم الضفة الغربية إلى ثلاث مناطق (A، B، C) وحدد مسؤوليات أمنية متبادلة.

## الأهداف
وفقاً للطرفين، يهدف التنسيق الأمني إلى: منع تنفيذ عمليات مسلحة ضد إسرائيل من داخل مناطق السلطة. تبادل المعلومات الاستخباراتية حول التحركات والنشاطات الأمنية. التنسيق حول التحركات الأمنية في المناطق المشتركة (خاصة في المناطق B وC). الحفاظ على الاستقرار الداخلي في مناطق السلطة الفلسطينية.

## آليات التنسيق
لجان أمنية مشتركة: تجتمع بشكل دوري لبحث القضايا الأمنية قنوات اتصال مباشرة: تشمل الهاتف والاجتماعات التنسيقية الميدانية.إخطارات مسبقة: تُلزم السلطة بإبلاغ إسرائيل عن أي عمليات أمنية في مناطق مشتركة.

## التطورات السياسية
شهد التنسيق الأمني بين السلطة الفلسطينية وإسرائيل تعليقًا جزئيًا خلال الانتفاضة الفلسطينية الثانية، ثم استؤنف بشكل كامل بعد عام 2007. وعلى الرغم من الإعلانات المتكررة من قبل السلطة الفلسطينية عن وقف التنسيق، إلا أن ذلك لم يُنفذ فعليًا على أرض الواقع.

## الانتقادات
تصفه حركة حماس بـ"الخيانة الوطنية تستخدمه السلطة لضبط الأمن الداخلي، ما يُعتبر قمعاً للنشطاء من بعض الجهات الحقوقية.

## في السياق الإقليمي
أدرجته خطط سياسية مثل صفقة القرن ضمن الشروط الأمنية المسبقة لأي تسوية.